# 마에야마역
마에야마역(일본어: 前山駅)은 일본 아키타현 기타아키타시에 위치한 동일본 여객철도 오우 본선의 철도역이다. 상대식 승강장 2면 2선의 구조를 갖춘 지상역이다.

## 타는 곳
| 1 | ■ 오우 본선 | (하행) | 오다테 · 히로사키 방면     |
| 2 | ■ 오우 본선 | (상행) | 히가시노시로 · 아키타 방면 |

## 역 주변
- 요네시로 강

## 역사
- 1929년 8월 27일 : 기타아키타 군 나나쿠라 촌에 마에야마 신호장으로서 개설.
- 1951년 3월 1일 : 역으로 승격. 마에야마역으로 개칭.
- 1971년 10월 1일 : 무인화.
- 1987년 4월 1일 : 일본국유철도 분할 민영화에 의해, 동일본 여객철도가 승계.

## 인접 역
| 동일본 여객철도 오우 본선 | 동일본 여객철도 오우 본선 | 동일본 여객철도 오우 본선 |
| ------------------------- | ------------------------- | ------------------------- |
| 후타쓰이 요코테 방면      | ■ 보통                    | 다카노스 아오모리 방면    |